# Levantellinidae
Levantellinidae es una familia de foraminíferos bentónicos de la superfamilia Loftusioidea, del suborden Loftusiina y del orden Loftusiida. Su rango cronoestratigráfico abarca desde el Calloviense (Jurásico inferior) hasta el Kimmeridgiense (Jurásico superior).

## Discusión
Algunos autores han rebajado este grupo a la categoría de subfamilia (Subfamilia Levantellininae) y lo han agrupado en la familia Mesoendothyridae. Clasificaciones previas incluían Levantellinidae en el suborden Textulariina, en el orden Textulariida o en el orden Lituolida.

## Clasificación
Levantellinidae incluye a las siguientes subfamilia y género:
- Subfamilia Levantellininae
  - Levantinella †